# MDT David
MDT David (івр. MDT דוד) — ізраїльський легкий бронеавтомобіль розроблений  MDT Armor Corporation на базі Land Rover Defender, а також Toyota Land Cruiser.

## Оператори
Ізраїль